# Соколово (Ґолюбсько-Добжинський повіт)
Соколово (пол. Sokołowo) — село в Польщі, у гміні Ґолюб-Добжинь Ґолюбсько-Добжинського повіту Куявсько-Поморського воєводства.
Населення — 467 осіб (2011).
У 1975-1998 роках село належало до Торунського воєводства.

## Демографія
Демографічна структура станом на 31 березня 2011 року:
|          | Загалом | Допрацездатний вік | Працездатний вік | Постпрацездатний вік |
| -------- | ------- | ------------------ | ---------------- | -------------------- |
| Чоловіки | 235     | 50                 | 156              | 29                   |
| Жінки    | 232     | 52                 | 123              | 57                   |
| Разом    | 467     | 102                | 279              | 86                   |